# Jack3d
Jack3d var et kosttilskud til brug i forbindelse med fitness og bodybuilding. Det var et kosttilskud som hørte under kategorien pre-workouts (førtræningsboostere). Det åbnede en utrolig hype fordi at brugerne af dette produkt kunne gå fra at løfte en given vægt 10 gange til næsten 20 gange.[kilde mangler] Produktet indeholdt et stof ved navn 1,3 DMAA (Metylheksanamin eller 1,3-dimetylamylamin (DMAA), som er en organisk forbindelse med kemisk formel CH3CH2CH(CH3)CH2CH(CH3)NH2. Stoffet er i dag både ulovligt i Danmark og i de fleste andre lande herunder USA, for videresalg (på trods af deres liberale holdning til kosttilskud). Dog er produktet lovligt til eget forbrug.
I dag har producenten fjernet den omstridte ingrediens, 1,3 DMAA, fra deres blanding. I den sammenhæng kom de ud med et nyt produkt ved navn Jack3d Micro (den skulle ikke have nær samme effekt som deres forrige udgave ) som var en meget mindre bøtte med et mere koncentreret indhold. Den største ændring var, at 1,3 DMAA var erstattet af koffein - så man fik et mere helbredsmæssigt fornuftigt energiboost. 
Navnet Jack3d refererer til slangordet "jacked", der betyder "muskuløs" eller "pumpet". 